# Festa di laurea
Pour plus de détails, voir Fiche technique et Distribution.
Festa di laurea est un film italien réalisé par Pupi Avati, sorti en 1985.

## Synopsis
L'action se déroule en 1950 dans une ferme abandonnée de la compagne de Romagne. Le boulanger Vanni Porelli est chargé d'organiser une fête de laurea pour la fille de madame Gaia qui refuse de payer toute avance. Vanni accepte car dix ans auparavant, lors de la déclaration de guerre de 1940, Gaïa l'avait embrassé par surprise et il en était devenu tellement amoureux qu'il avait fini par se séparer de sa femme.
Vanni se met au travail, aidé par son fils Nicola, deux enfants orphelins adoptés et d'autres aidants. Le service se déroule dans total désordre ne satisfaisant pas Gaia...

## Fiche technique
- Titre français : Festa di laurea
- Réalisation : Pupi Avati
- Scénario : Pupi Avati, Antonio Avati et Cesare Bornazzini
- Photographie : Pasquale Rachini
- Montage : Amedeo Salfa
- Musique : Riz Ortolani
- Pays d'origine : Italie
- Genre : comédie dramatique
- Date de sortie : 1985

## Distribution
- Carlo Delle Piane
- Aurore Clément
- Nik Novecento
- Lidia Broccolino
- Dario Parisini
- Fiorenza Tessari
- Sebastiano Lo Monaco
- Cesare Barbetti